# 新集镇 (临夏县)
新集镇，是中华人民共和国甘肃省临夏回族自治州临夏县下辖的一个乡镇级行政单位。

## 行政区划
新集镇下辖以下地区：
夹塘村、新集村、古城村、苗家村、苏山村、赵山村、赵牌村、寺湾村和杨坪村。